# 罗氏甜根子草
罗氏甜根子草（学名：Saccharum spontaneum var. roxburghii）为禾本科甘蔗属下的一个变种。

## 扩展阅读
- 維基物種上的相關：罗氏甜根子草